# Witold Strumpf

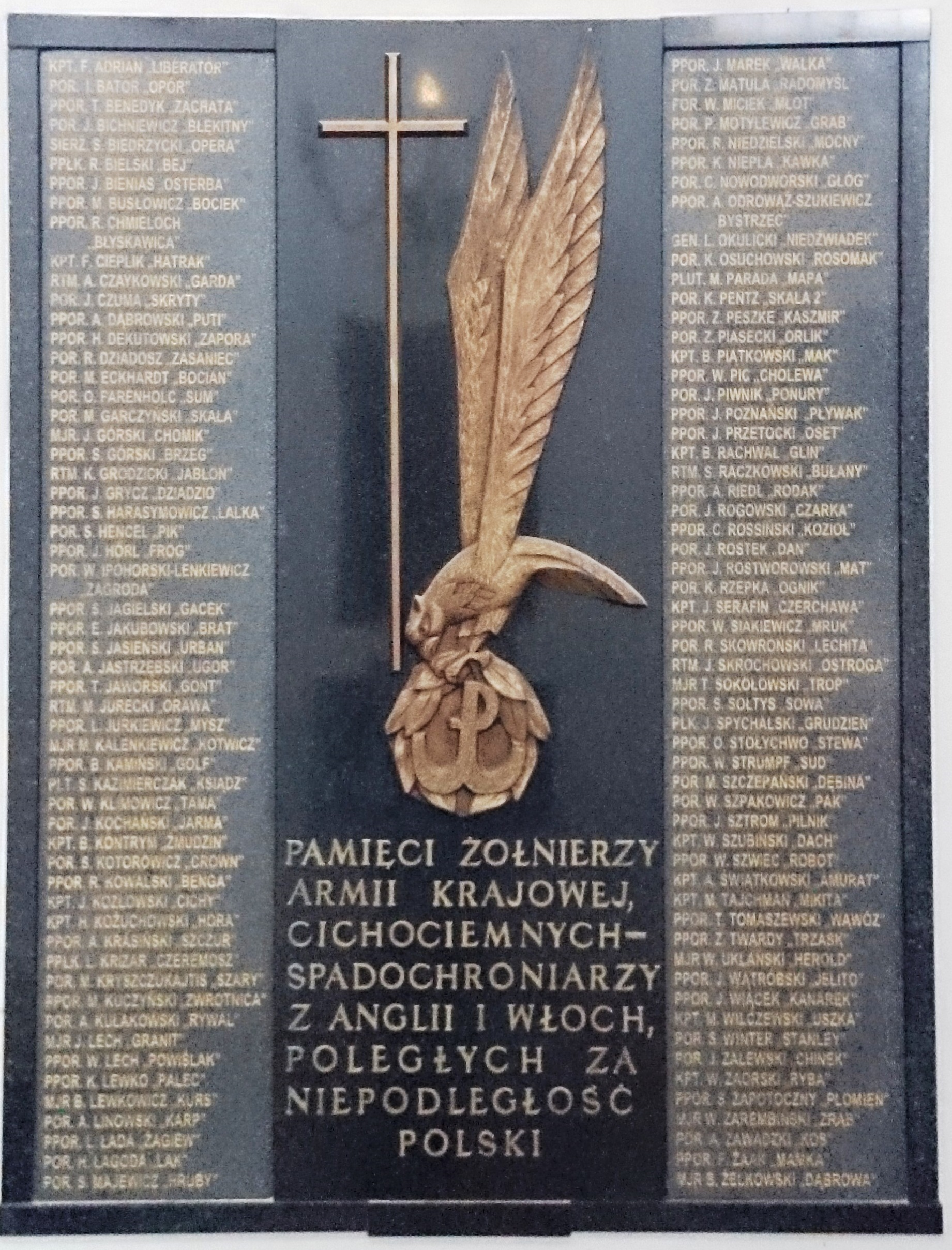
Tablica w kościele św. Jacka w Warszawie, upamiętniająca poległych cichociemnych, w tym Witolda Strumpfa

Witold Stefan Strumpf vel Stefan Witte vel Kazimierz Pleśniewski, pseud.: Sud, Fosa (ur. 18 grudnia 1905 w Warszawie, zm. prawdopodobnie w styczniu 1945 w obozie koncentracyjnym Groß-Rosen) – polski inżynier chemik, ochotnik w czasie wojny polsko-bolszewickiej, kapitan piechoty Polskich Sił Zbrojnych, oficer Armii Krajowej, cichociemny.

## Życiorys
W czasie nauki w gimnazjum wziął udział w wojnie polsko-bolszewickiej walcząc ochotniczo jako łącznik Legii Akademickiej przy dowództwie Grupy Fortyfikacyjnej nr 7 w Warszawie. W 1923 roku ukończył Gimnazjum Państwowe im. Adama Mickiewicza w Warszawie, uzyskując maturę. W 1932 roku uzyskał dyplom inżyniera chemika ukończywszy Wydział Chemiczny Politechniki Warszawskiej. Pracował jako urzędnik państwowy w Kielcach (1932–1937) i Katowicach (1937–1939).
We wrześniu 1939 roku nie został zmobilizowany. 18 września przekroczył granicę polsko-rumuńską i 15 października dotarł do Francji, gdzie został skierowany do Camp de Coëtquidan. Tam został mianowany kapralem podchorążym i zatrudniony jako instruktor. W czerwcu 1940 roku został ewakuowany do Wielkiej Brytanii, gdzie został przydzielony do 3 Batalionu 1 Brygady Strzelców na stanowisko dowódcy patrolu rozpoznawczego.

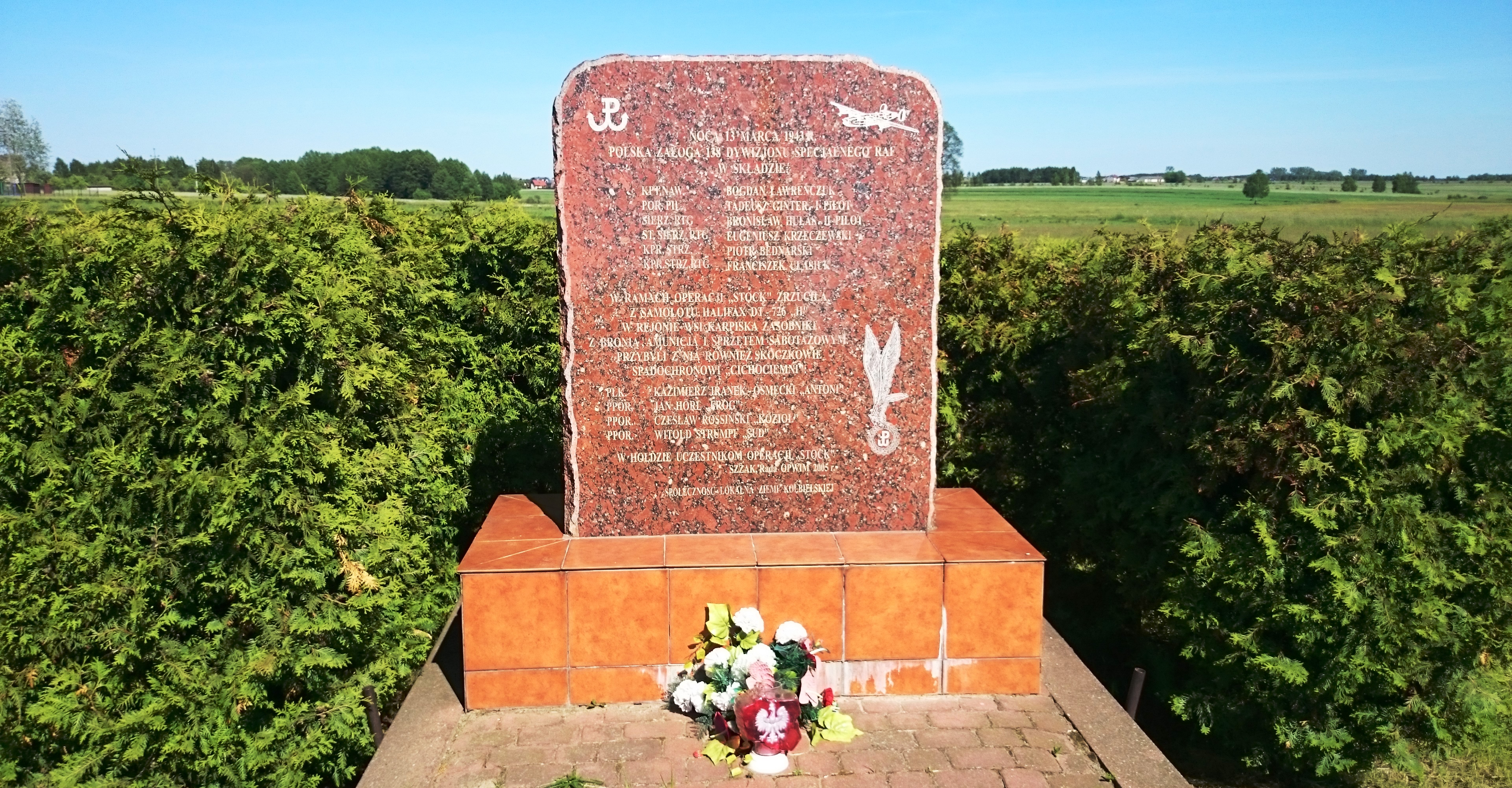
Placówka odbioru cichociemnych „Koza”, gdzie został zrzucony Witold Strumpf, i kamień ją upamiętniający

Zgłosił się do służby w kraju. Przeszedł szkolenie w OKDAW (polska szkoła wywiadu pod kamuflażem Oficerskiego Kursu Doskonalenia Administracji Wojskowej) w zakresie legalizacji i fałszowania dokumentów. Zaprzysiężony 24 sierpnia 1942 roku w Oddziale VI Sztabu Naczelnego Wodza. Zrzutu dokonano w nocy z 13 na 14 marca 1943 roku w ramach operacji „Stock” dowodzonej przez kpt. naw. Bogdana Ławreńczuka. Ekipa została zrzucona pomyłkowo koło stacji kolejowej Celestynów, 15 km od wyznaczonej placówki odbiorczej. Po aklimatyzacji w Warszawie dostał w kwietniu 1943 roku przydział do Wydziału Legalizacji Oddziału I Organizacyjnego sztabu Komendy Głównej AK na stanowisko zastępcy szefa wydziału. Nadzorował również komórki techniczne.
8 lipca 1943 roku został oskarżony przed Wojskowym Sądem Specjalnym o zaniedbanie przy ukryciu zasobnika z 450 tysiącami dolarów w czasie zrzutu spadochronowego (przez co zasobnik ten dostał się w ręce niemieckie), został jednak uwolniony od zarzucanego mu czynu.
W czasie powstania warszawskiego służył (od 27 sierpnia jako kwatermistrz) w sztabie Podobwodu Śródmieście Południowe. Po upadku powstania wyszedł z Warszawy z ludnością cywilną. Dotarł do Częstochowy, gdzie wszedł w skład Komendy Głównej AK i zajął się odtwarzaniem Wydziału Legalizacji. Został aresztowany przez Gestapo pod koniec grudnia 1944 roku i wywieziony do m.in. obozu koncentracyjnego Groß-Rosen. Zapadł tam na tyfus. W styczniu został zastrzelony przez Niemców w czasie ewakuacji obozu.

## Awanse
- kapral podchorąży – 1939
- plutonowy podchorąży – 1942
- podporucznik – ze starszeństwem od 14 marca 1943 roku
- porucznik – ze starszeństwem od 3 maja 1943 roku
- kapitan – ze starszeństwem od 2 października 1944 roku.

## Odznaczenia
- Krzyż Walecznych – czterokrotnie, w tym za bohaterstwo w czasie powstania warszawskiego
- Złoty Krzyż Zasługi z Mieczami – 25 lipca 1944 roku
- Medal Wojska – dwukrotnie

## Życie rodzinne
Był synem Aleksandra, pracownika Gazowni Miejskiej, i Zofii z domu Skrzyneckiej. Ożenił się z Marią Gawłowską (zm. w 1972 roku). Nie mieli dzieci.

## Upamiętnienie
W lewej nawie kościoła św. Jacka przy ul. Freta w Warszawie odsłonięto w 1980 roku tablicę Pamięci żołnierzy Armii Krajowej, cichociemnych – spadochroniarzy z Anglii i Włoch, poległych za niepodległość Polski. Wśród wymienionych 110 poległych cichociemnych jest Witold Strumpf.